# LM.C
LM.C (abreviação de Lovely-Mocochang.com) é um duo japonês de visual kei, formado em 2006 por Maya e Aiji, com o conceito de "Electro-rock do Novo Século". Se tornaram conhecidos por músicas tema de animes, como por exemplo "88" de Katekyō Hitman Reborn!, e como um dos representantes do subgênero Oshare kei. Fizeram sua primeira turnê mundial em 2009 e seu primeiro show no Nippon Budokan em 2012.

## Carreira
A banda começou oficialmente em 2006 já na Pony Canyon, formada por Maya, ex guitarrista da banda Sinners, e o guitarrista Aiji que havia acabado de se separar da Pierrot. Eles se conheceram em Nagano, região que o Aiji era conhecido, e se juntaram depois que o guitarrista ouviu fitas demo de Maya e se interessou. Em outubro lançaram seu primeiro single duplo, "Trailers (Silver)" e "Trailers (Gold)", o último contendo a canção "Rock the LM.C" que foi usada como tema de encerramento do anime Red Garden. O single seguinte, "Oh my Juliet", também figurou no anime e chegou ao top 20 das paradas da Oricon. Subsequentemente começaram a fazer turnês até lançar seu EP de estreia Glitter Loud Box em março do ano seguinte, com a gravadora francesa Soundlicious.
Lançaram o single "Boys & Girls" em maio de 2007, usado como tema de abertura do anime Katekyō Hitman Reborn!. No ano seguinte lançaram "88" que também foi tema do anime, sendo eles os dois singles mais bem sucedidos da banda. Em julho de 2007 fizeram seu primeiro show fora do Japão participando do festival Formoz em Taipé. Também participaram do álbum de tributo à banda Luna Sea, Luna Sea Memorial Cover Album, com um cover de "In My Dream (With Shiver)".
2008 foi um ano de sucesso para o LM.C. Além de "88", fizeram seu primeiro show nos Estados Unidos participando do evento Anime Expo, além de uma apresentação própria em Los Angeles. Também se apresentaram mais uma vez no festival Formoz, dessa vez junto com Plastic Tree, Inoran, entre outros. Antes de lançar seu primeiro álbum completo Gimmical☆Impact!! em novembro, LM.C lançou um DVD ao vivo chamado ☆ROCK the PARTY☆'08. Já no início de 2009 embarcaram em uma turnê mundial, que teve com 14 shows em 11 países contando com Europa, Ásia e América do Sul. Foi nessa turnê que o duo se apresentou no Brasil pela primeira vez. Em maio foi marcada uma apresentação do duo no evento A-Kon em Dallas, porém foi cancelada por conta da pandemia de gripe suína. Em 4 de novembro lançaram seu décimo single "Ghost†Heart", que acompanhou eventos em lojas específicas para os compradores do single.
O single de 2011 do LM.C, "Hoshi no Arika", foi usado como tema de abertura do anime Nurarihyon no Mago. Mais tarde, "The Love Song" foi tema da segunda temporada. O último foi lançado especialmente para o anime, contendo a versão instrumental e versão editada para televisão da música. Neste ano, se apresentaram no V-Rock Festival 2011 com vários outros artistas, como por exemplo Black Veil Brides, Versailles e Mucc. Em 2012 fizeram seu primeiro show no Nippon Budokan, comemorando 5 anos de carreira e seguiram para mais uma turnê mundial em abril. Começando com uma performance na convenção Anime Central nos Estados Unidos, se apresentaram em mais dezoito países incluindo o Brasil. Uma turnê no Japão aconteceu em seguida. Em março, foi lançado seu terceiro álbum de estúdio Wonderful Wonderholic que acompanhou cupons para os compradores participarem de um sorteio dos produtos da banda. Em 2013 se apresentaram no evento stylish wave GENERATION vol.5 patrocinado pela empresa Starchild, que buscou juntar bandas visual kei de gerações diferentes. Tocaram com Kiryū, Penicillin, entre outros.
Em 2014, se transferiram para a Victor Entertainment lançando o EP Perfect Fantasy. Em março de 2016 lançaram seu primeiro single em três anos, "Monroewalk", que foi seguido por "Rainmaker" em julho. Vieram ao Brasil mais uma vez para o Anime Friends e em outubro se apresentaram no Visual Japan Summit no mesmo dia que Sid, Dezert, entre outros. Em 2017 participaram do álbum de tributo ao Plastic Tree, Plastic Tree Tribute ~Transparent Branches~, com um cover de "Tsumetai Hikari".
Participaram do evento da Psycho le Cému em 2019, onde ela tocou em dupla com várias outras bandas em uma batalha de shows. LM.C foi o primeiro convidado, tocando em 9 de agosto. Em 6 de abril de 2022 lançaram o álbum Kaibutsuen, o primeiro com nome em kanji e o primeiro em 3 anos e 8 meses, incluindo três canções lançadas em 2020. Comemoraram seu 15° aniversário de banda com um show no Shibuya Public Hall no dia 25 de setembro.

## Estilo musical
Frequentemente, é dito que a musicalidade de LM.C abrange muitos gêneros de uma vez, entre eles rock, pop (assim como pop rock), techno, hip-hop, música eletrônica e EDM. Aiji citou Britney Spears e Michael Jackson como seus artistas favoritos.
Maya é o escritor de todas as letras do LM.C, que segundo o website JaME World falam sobre romance, sentimentos, ou problemas sociais. Apesar de não tocar ao vivo, Maya também toca guitarra nas gravações e Aiji faz os vocais de apoio. Em relação ao design dos produtos, os dois trabalham junto com um designer. O logotipo do grupo é um coelho.

## Membros
- Maya – vocais, guitarra (2006–presente)
- Aiji – guitarra, vocais de apoio (2006–presente)

## Discografia
Álbuns de estúdio
| Gimmical☆Impact!!                                   | 5 de novembro de 2008  | 24 |
| Super Glitter Loud Box                              | 11 de maio de 2008     | —  |
| Wonderful Wonderholic                               | 3 de março de 2010     | 26 |
| Strong Pop                                          | 4 de abril de 2012     | 22 |
| Veda                                                | 21 de dezembro de 2016 | —  |
| Future Sensation                                    | 8 de agosto de 2018    | 36 |
| Kaibutsuen (怪物園)                                 | 6 de abril de 2022     | —  |
| "—" indica que a gravação não figurou nesta parada. |                        |    |

EPs
| Glitter Loud Box                                    | 3 de julho de 2007      | —  |
| Perfect Fantasy                                     | 12 de fevereiro de 2014 | 27 |
| Perfect Rainbow                                     | 17 de dezembro de 2014  | —  |
| "—" indica que a gravação não figurou nesta parada. |                         |    |

Álbuns de compilação
| Título                             | Lançamento            | Posição na Oricon |
| ---------------------------------- | --------------------- | ----------------- |
| ☆★Best the LM.C☆★2006-2011 Singles | 12 de outubro de 2011 | 32                |
| B-Side BEST!!                      | 5 de junho de 2013    | —                 |

Singles
| "Trailers (Silver)"                                  | - Lançamento: 4 de outubro de 2006                                              | 29 |
| "Trailers (Gold)"                                    | - Lançamento: 4 de outubro de 2006 - Tema do anime Red Garden                   | 24 |
| "Oh my Juliet"                                       | - Lançamento: 31 de janeiro de 2007 - Tema do anime Red Garden                  | 18 |
| "Boys & Girls"                                       | - Lançamento: 23 de maio de 2007 - Tema do anime Katekyō Hitman Reborn!         | 18 |
| "Liar Liar/Sentimental Piggy Romance"                | - Lançamento: 10 de outubro de 2007 - Tema do programa Entertainment Catch Plus | 15 |
| "Bell the Cat"                                       | - Lançamento: 12 de dezembro de 2007 - Tema do programa Rank Oukoku             | 29 |
| "John"                                               | - Lançamento: 20 de fevereiro de 2008 - Tema da série Coin Locker Monogatari    | 26 |
| "88"                                                 | - Lançamento: 4 de junho de 2008 - Tema de Katekyō Hitman Reborn!               | 3  |
| "Punky❤Heart"                                        | - Lançamento: 20 de maio de 2009 - Tema do programa Music Fighter               | 15 |
| "Ghost†Heart"                                        | - Lançamento: 4 de novembro de 2009                                             | 7  |
| "Let me' Crazy!!!"                                   | - Lançamento: 27 de outubro de 2010                                             | 15 |
| "Super Duper Galaxy"                                 | - Lançamento: 18 de maio de 2011 - Tema do programa Futunda                     | 18 |
| "Hoshi no Arika" (星の在処。-ホシノアリカ-)          | - Lançamento: 27 de julho de 2011 - Tema do anime Nurarihyon no Mago            | 18 |
| "Nurarihyon no Mago ~Sennen Makyo~ Opening Theme CD" | - Lançamento: 9 de novembro de 2011 - Tema do anime Nurarihyon no Mago          | —  |
| "Ah Hah!"                                            | - Lançamento: 22 de fevereiro de 2012 - Tema do programa Happy Music            | 28 |
| "Double Dragon"                                      | - Lançamento: 28 de novembro de 2012                                            | 25 |
| "My Favorite Monster"                                | - Lançamento: 11 de dezembro de 2013                                            | 36 |
| "Monroewalk"                                         | - Lançamento: 16 de março de 2016                                               | 28 |
| "Rainmaker" (レインメーカー)                         | - Lançamento: 20 de julho de 2016                                               | 33 |
| "—" indica que a gravação não figurou nesta parada.  |                                                                                 |    |

Participações
- Luna Sea Memorial Cover Album – com "In My Dream (With Shiver)" (19 de dezembro de 2007)